# Pat Thrall
Pat Thrall ist ein US-amerikanischer Rock-Gitarrist. Er arbeitete unter anderem mit Pat Travers, Glenn Hughes, Meat Loaf und Asia und ist als Studiomusiker auf Alben unterschiedlicher Künstler zu hören. Darüber hinaus arbeitet er als Musikproduzent und Toningenieur.

## Leben
Thrall wuchs in der Umgebung von San Francisco, Kalifornien auf und machte 1972 erste Plattenaufnahmen. Er gehörte der Gruppe Cookin' Mama an, in welcher auch sein Bruder Preston Thrall Perkussion spielte. Die Gruppe veröffentlichte 1972 das Album New Day.
In den Siebzigerjahren arbeitete Thrall mit Fusionmusikern wie Narada Michael Walden und Alphonso Johnson zusammen und war Mitglied in Stomu Yamashta's Go, wo auch Al Di Meola und der ehemalige Santana-Schlagzeuger Michael Shrieve spielten. Sein ausgedehntes Gitarrensolo im Song Crossing the Line auf dem Livealbum Go Live from Paris bezeichnete Thrall 1983 als sein „Bemerkenswertestes“. Shrieve und Thrall gründeten, nachdem sie sich auf den Go-Sessions kennengelernt hatten, die Progressive-Rock-Gruppe Automatic Man, die zwei Alben veröffentlichte.
1978 spielte Thrall eine Audition bei Pat Travers und durfte in seine Band einsteigen. Er ist auf den Studioalben Heat in the Street, Go For What You Know und Crash and Burn von Travers zu hören. Letztere enthält den Radiohit Snortin' Whiskey, den Thrall zusammen mit Travers geschrieben hatte.
1982 veröffentlichte Thrall zusammen mit dem ehemaligen Deep Purple-Bassisten Glenn Hughes das Album Hughes/Thrall, auf dem die beiden Musiker auch die Songs zusammen schrieben. Glenn Hughes hatte Thrall bei einem Konzert mit Pat Travers gehört und war beeindruckt. Nachdem Thrall Travers’ Band verlassen hatte, begann man die Songs für Hughes/Thrall zu schreiben. Das Album wurde bei seiner Veröffentlichung kaum beachtet, hat sich seitdem jedoch zu einem kleinen Geheimtipp entwickelt. Hughes/Thrall lösten sich nach der Veröffentlichung des Albums wieder auf. Als Grund gibt Glenn Hughes Kokainmissbrauch an, durch den man nicht mehr in der Lage war, weiter an Musik zu arbeiten oder aufzutreten.
1999 fand man wieder zusammen und die Aufnahmen für ein Nachfolgealbum wurden begonnen. Allerdings brach man auch hier die Arbeit ab, da man das Album innerhalb von neun Jahren nicht fertigstellen konnte.
1988 stieg Thrall bei Meat Loaf ein und gehörte seiner Band elf Jahre lang an. In den Neunzigerjahren spielte Thrall auch bei Asia und ist auf zwei Livealben und Aura zu hören. Darüber hinaus hat er unter anderem mit Beyoncé, Elton John und Tina Turner gearbeitet.
Heute lebt Pat Thrall in Las Vegas und arbeitet als Musikproduzent und Toningenieur.

## Ausgewählte Diskografie
Cookin' Mama
- New Day (1972)

Stomu Yamashta
- Go (1976)
- Go Live from Paris (1976)

Automatic Man
- Automatic Man (1976)
- Visitors (1977)

Alphonso Johnson
- Spellbound (1978)

Narada Michael Walden
- Awakening (1979)

Pat Travers Band
- Heat in the Street (1978)
- Live! Go For What You Know (1979)
- Crash and Burn (1980)
- Live in Concert (1980)
- Radio Active (1981)

Hughes/Thrall
- Hughes/Thrall (1982)

Sly & Robbie
- Rhythm Killers (1987)

Asia
- Live in Moscow (1990)
- Now Nottingham Live (live 1990, veröffentlicht 1997)[12]
- Aura (2001)

Meat Loaf
- Bat out of Hell II: Back into Hell (1993)
- Welcome to the Neighborhood (1995)
- Live Around the World (1996)

Joe Satriani
- Engines of Creation (Bass) (2000)